# Liriomyza wachtlii
Liriomyza wachtlii är en tvåvingeart som beskrevs av Friedrich Georg Hendel 1920. Liriomyza wachtlii ingår i släktet Liriomyza och familjen minerarflugor.
Artens utbredningsområde är Österrike. Arten är reproducerande i Sverige. Inga underarter finns listade i Catalogue of Life.